# Division I i bandy för damer 1973/1974
Division I i bandy för damer 1973/1974 var Sveriges högsta division i bandy för damer säsongen 1973/1974. Säsongen avslutades med att södergruppsvinnaren Katrineholms SK blev svenska mästarinnor, efter seger i finalmatchen med 8-2 mot norrgruppsvinnaren IK Göta på Söderstadion i Stockholm den 17 mars 1974.

## Upplägg
Lagen var uppdelade i två geografiskt indelade grupper.

## Seriespelet

### Division I norra
| Nr | Lag             | Spelade | Vinster | Oavgjorda | Förluster | Målskillnad | Poäng |
| -- | --------------- | ------- | ------- | --------- | --------- | ----------- | ----- |
| 1  | IK Göta         | 5       | 4       | 1         | 0         | 26-5        | 9     |
| 2  | Gideonsbergs IF | 4       | 4       | 1         | 1         | 22-11       | 9     |
| 3  | Bälinge IF      | 4       | 1       | 0         | 4         | 6-23        | 2     |
| 4  | Söderhöjdens BK | 4       | 0       | 0         | 4         | 1-16        | 0     |

Västanfors IF drog sig ur. Två matcher spelades ej, walk over lämnades i en match.

### Division I södra
| Nr | Lag             | Spelade | Vinster | Oavgjorda | Förluster | Målskillnad | Poäng |
| -- | --------------- | ------- | ------- | --------- | --------- | ----------- | ----- |
| 1  | Katrineholms SK | 8       | 7       | 0         | 1         | 59-6        | 14    |
| 2  | Hammarby IF     | 7       | 5       | 0         | 2         | 41-24       | 10    |
| 3  | Tranås BoIS     | 7       | 4       | 0         | 3         | 21-14       | 8     |
| 4  | Sävsjö BK       | 6       | 1       | 0         | 6         | 7-38        | 2     |
| 5  | BK Derby        | 6       | 0       | 0         | 6         | 2-48        | 0     |

Två matcher spelades ej, walk over lämnades i fyra matcher.

## Slutspel om svenska mästerskapet

### Semifinaler
- Katrineholms SK-IFK Skoghall 35-0
- IK Göta-Ope IF 13-2

### Final
- 17 mars 1974: Katrineholms SK-IK Göta 8-2 (Söderstadion, Stockholm)